# Saint-Ambreuil
Saint-Ambreuil település Franciaországban, Saône-et-Loire megyében. Lakosainak száma 525 fő (2022. január 1.). Saint-Ambreuil La Charmée, Beaumont-sur-Grosne, Jully-lès-Buxy, Laives, Lalheue, Messey-sur-Grosne, Saint-Cyr, Saint-Germain-lès-Buxy és Varennes-le-Grand községekkel határos.

## Népesség
A település népessége az elmúlt években az alábbi módon változott:
| Lakosok száma | 538  | 517  | 515  | 506  | 505  | 506  | 512  | 519  | 525  |
|               | 2013 | 2015 | 2016 | 2017 | 2018 | 2019 | 2020 | 2021 | 2022 |